# ジョージ・ラウザ (海賊)

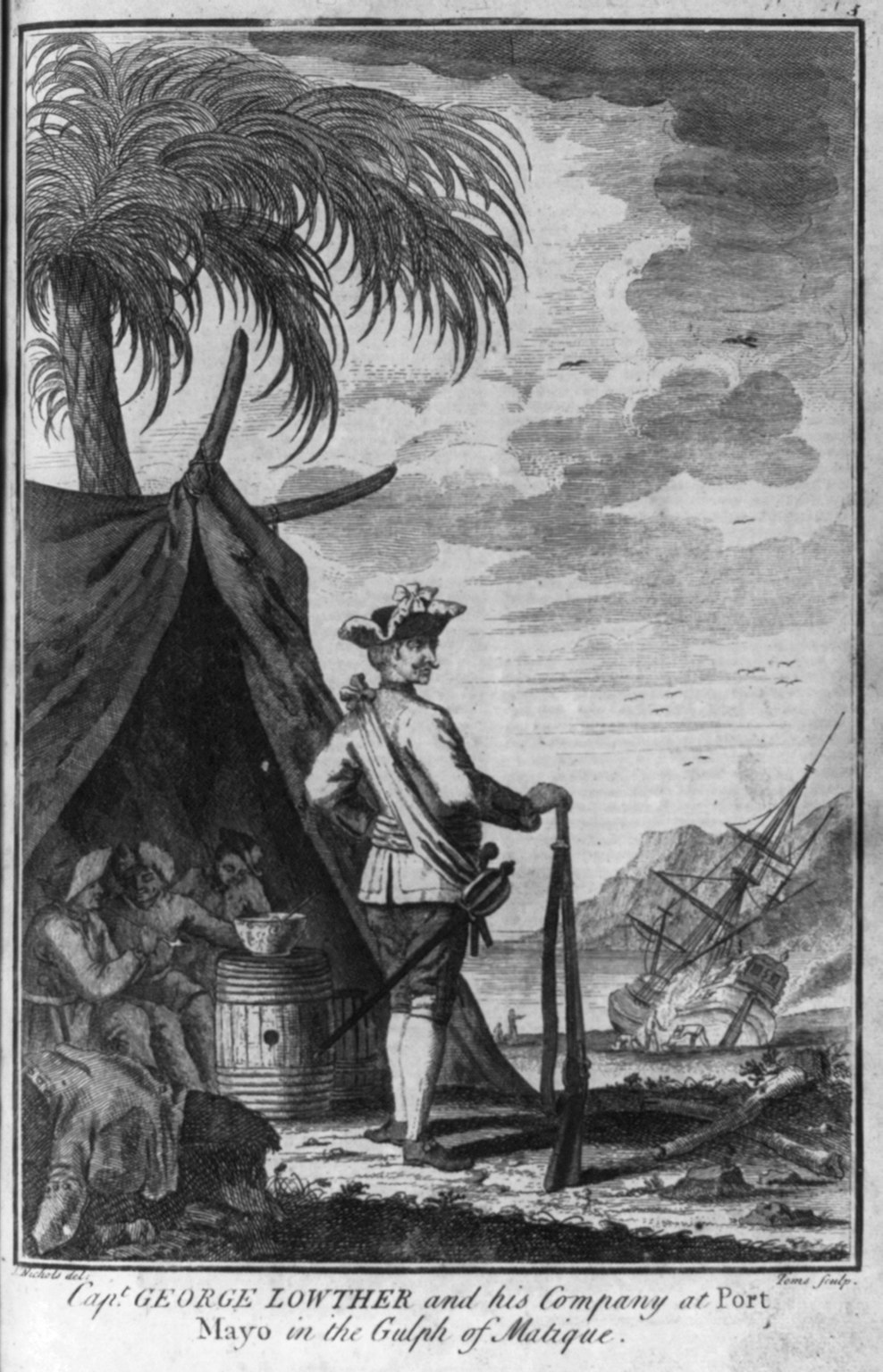
傾船清掃をするジョージ・ラウザとその一味。

ジョージ・ラウザ(英語:George Lowther)は、18世紀のイギリス人海賊。ラウザは王立アフリカ会社の航海士だったが、その労働環境に不満を抱き海賊に転身した。ラウザはその生涯において33隻の船を襲った。

## 生涯
1721年初頭、ラウザは王立アフリカ会社の持ち船の二等航海士としてガンビアに派遣された。ラウザの船はガンビア湖畔近くの砦を警護するための兵士を乗せていた。現地到着後劣悪な労働環境などにより、兵士たちの間に不満が募り始めた。そのため、ラウザと兵士たちは反乱を起こして船を奪取しガンビアから逃げ出した。イギリスに帰国したところで極刑は免れないと感じていたラウザは、船員たちを説得し海賊に身を転じた。

ラウザの海賊旗

海賊への転身を機に船名をガンビア・キャッスルからデリヴァリに変更し、8つの船内規定を作成した。1週間後バルバドス島近海にて最初の略奪行為を行った。その後、同島西端沖でフランス船籍のスループ船からいくつかの貴重品と酒を略奪した後、船名をデリヴァリからハッピー・デリヴァリに改称した。
船底掃除が必要になったので近くの島に上陸した。この島には休憩も兼ねてクリスマスの時期までとどまった。島での休息後ホンジュラス湾に向けて出発したラウザは、水の補給のためグランド・ケイマン島に立ち寄った。その島で海賊エドワード・ローと出会ったのでラウザはローを海賊団にスカウトし、彼を自分の副官に任命した。ホンジュラス湾に到着したラウザは、そこでスループ船を発見しそれを自分の船団に加え、砲8門、回転砲架10門を備えた船をローの持ち船に加えた。ホンジュラス湾での略奪後、船底掃除のためグアテマラのアマティック湾に上陸した。この地でラウザは先住民に襲われ、ハッピーデリヴァリ号は破壊された。
1722年の初め、先住民の襲撃により積み荷を失ったラウザ一行は西インド諸島に流れ着き、そこでブリガンティン船2隻から食糧を略奪した。1722年の5月、ローはラウザの海賊団から44人のクルーを引き抜き自らの海賊団を結成した。
アメリカ東岸にやってきたラウザは、そこで、エイミ号のグァトキンズ船長と戦闘になった。激戦の末、勝ち目がないと判断した海賊団は、その場から逃走しようとしたが、エイミ号の妨害により船が座礁してしまった。それを見てとどめを刺すために船を出してきたグァトキンズ船長だったが、上陸した海賊に銃撃され死亡した。なんとかエイミ号を追い払ったラウザは壊滅状態の海賊団を率いてノースカロライナの入り江に身を寄せて、しばらくの間そこでサバイバル生活を送った。ニューファウンドランド島南の浅瀬でスクーナー船から食糧を補給し、再び活動拠点であるカリブ海に向かった。
一味は船底掃除のためベネズエラに位置する周囲6マイルの小島ブランキリャに上陸した。
ラウザはこの島の北西部にある入り江で船底掃除を始めた。船の清掃作業中、南海会社所属のウォルター・ムーア船長に率いられたスループ船に襲われ、戦闘を行ったが、最終的には降伏し捕らえられた。

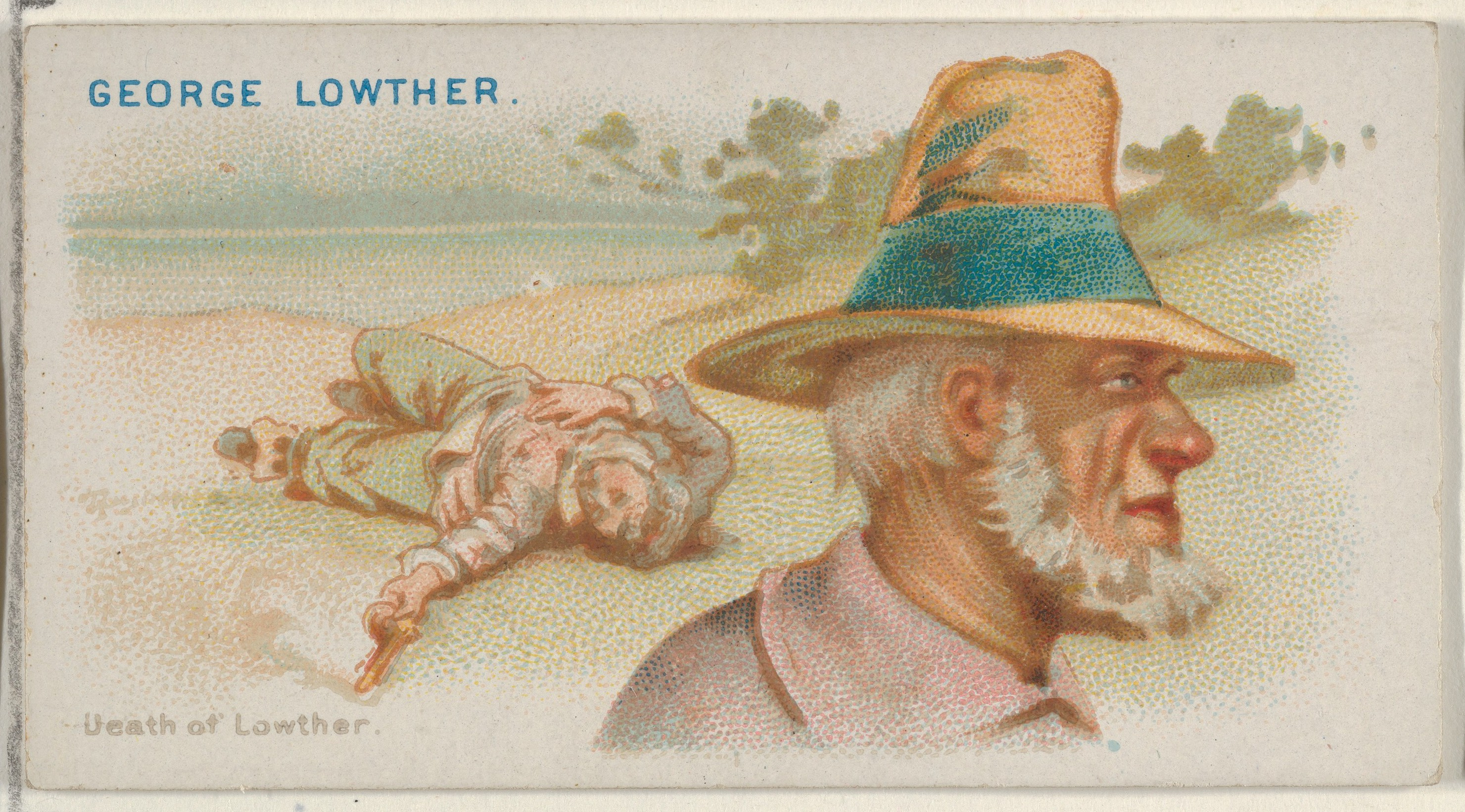
ジョージ・ラウザの死 Allen & Ginterのシガレットカード「Pirates of the Spanish」(N19)シリーズ

ラウザと12人の部下は船室の窓から脱走したが、1週間後には5人が拘束され、さらに4人がスペイン総督から派遣された探索隊に確保された。ラウザは森の中で自分の脇腹をピストルで撃ち自殺した。
1723年、海賊フランシス・スプリッグス船長は友人のラウザを自殺に追い込んだムーア船長への復讐を誓った。